# 酒田みらい橋
酒田みらい橋（さかたみらいはし）は、山形県酒田市に架かる橋。
土木学会田中賞（作品部門）、日本コンクリート工学協会賞（作品賞）、プレストレストコンクリート技術協会賞（作品賞）、 日経BP技術賞（建設部門）、グッドデザイン賞（建築・環境デザイン部門）を過去に受賞している。

## 概要
酒田市を流れる新井田川に架かる歩道橋である。橋のすぐ前に本社を置く前田製管が発注者となり、前田製管、大成建設、太平洋セメントの共同事業として施工された。2002年5月〜10月の期間に工事が進められ、完成した。
酒田みらい橋は新素材であるダクタルを用いた日本初の橋である。ダクタルは圧縮強度が通常のコンクリートの5倍あり、従来のコンクリート橋より低い桁高や部材の薄さを実現している。このダクタルを用いた橋梁の設計・施工 技術は前田製管、大成建設、太平洋セメントの3社が開発した。
橋のある場所は冬季に日本海側から多量の塩分を含んだ潮風が吹きつける塩害環境であることが懸念されており、竣工10年後に橋の耐久性調査が行われた。その結果健全であることが確認されている。